# AVHRR

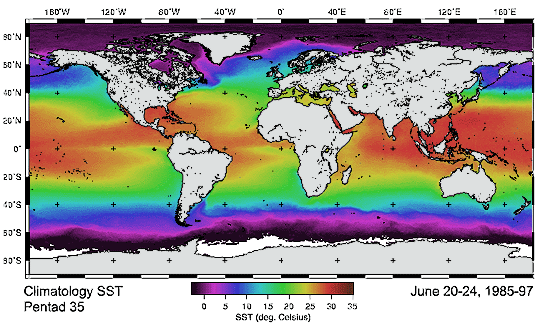
Globale Oberflächentemperatur des Meeres abgeleitet aus AVHRR-Beobachtungen

AVHRR steht für „Advanced Very High Resolution Radiometer“ und ist ein multispektraler, satellitenbasierter Fernerkundungssensor auf polarumlaufenden Satelliten der National Oceanic and Atmospheric Administration (NOAA) und der Europäische Organisation für die Nutzung meteorologischer Satelliten (EUMETSAT).

## Geschichte
Der erste AVHRR-Sensor wurde im Oktober 1978 mit dem TIROS-N-Satelliten (Satellitenserie der NOAA) ins All befördert und hatte 4 Kanäle. AVHRR/2 folgte im Juni 1981 auf der NOAA-7-Plattform und hatte bereits 5 Kanäle. Die dritte Version AVHRR/3 (mit nunmehr 6 Kanälen) startete im Mai 1998 mit NOAA-15. Weitere AVHRR/3-Instrumente wurden mit den EUMETSAT-Satelliten Metop-A, Metop-B und Metop-C im Oktober 2006, September 2012 und November 2018 in Orbit gebracht.

## Technische Daten (AVHRR/3)
- Maße: 29,2 cm × 36,6 cm × 79,8 cm
- Gewicht: 32,7 kg
- Stromverbrauch: 28,5 Watt

## Kanäle (AVHRR/3)
AVHRR/3 kann Messungen vom sichtbaren Spektralbereich bis in den thermalen Infrarot-Bereich (fernes Infrarot) durchführen. Die Auflösung beträgt bei allen Kanälen 1,1 km.
- Kanal 1: 0,58 – 0,68 μm (sichtbar rot)
- Kanal 2: 0,725 – 1,00 μm (nahes Infrarot)
- Kanal 3A: 1,58 – 1,64 μm (mittleres Infrarot)*
- Kanal 3B: 3,55 – 3,93 μm (mittleres Infrarot)*
- Kanal 4: 10,30 – 11,30 μm (fernes Infrarot)
- Kanal 5: 11,50 – 12,50 μm (fernes Infrarot)

*Kanal 3A und 3B können nicht simultan arbeiten

## Anwendungsgebiete
AVHRR-Beobachtungen kommen u. a. zur Ableitung von Wolken- und Vegetationseigenschaften, der Schneebedeckung, sowie der Land- und Meeresoberflächentemperatur zum Einsatz. Aufgrund der langjährigen Verfügbarkeit der Sensoren können langjährige Datensätze dieser Parameter abgeleitet werden. Bilddaten der Sensoren werden mit Hilfe des APT-Verfahrens zur Erde übertragen.